# Bahnstrecke Zeithain–Elsterwerda
| Ausschnitt aus der Streckenkarte Sachsen (1902) |                         |                                          |                                          |
| Streckennummer: | 6273; sä. ZE            |                                          |                                          |
| Kursbuchstrecke (DB): | 520                     |                                          |                                          |
| Kursbuchstrecke: | 136c (1934) 163a (1946) |                                          |                                          |
| Streckenlänge: | 20,05 km                |                                          |                                          |
| Spurweite: | 1435 mm (Normalspur)    |                                          |                                          |
| Stromsystem: | 15 kV, 16,7 Hz ~        |                                          |                                          |
| Maximale Neigung: | 3 ‰                     |                                          |                                          |
| Minimaler Radius: | 1000 m                  |                                          |                                          |
| Streckengeschwindigkeit: | 120 km/h                |                                          |                                          |
| |                         |                                          |                                          |
| \| \| \| von Leipzig Hbf \| \| \| \| \| von Jüterbog \| \| \| \| 0,00 \| Abzw Zeithain Bogendreieck \| Abzw Zeithain Bogendreieck \| \| \| \| nach Dresden-Neustadt \| \| \| \| 1,04 \| Zeithain \| 99 m \| \| \| 2,30 \| Zeithain Rohrwerk \| 98 m \| \| \| 6,32 \| Wülknitz \| 97 m \| \| \| 9,28 \| Tiefenau \| 96 m \| \| \| 10,66 \| Geißlitz (24 m) \| Geißlitz (24 m) \| \| \| 11,1 \| Flutbrücke \| Flutbrücke \| \| \| 12,21 \| Gröditz (b Riesa) \| 95 m \| \| \| 12,51 \| Große Röder (11 m) \| Große Röder (11 m) \| \| \| \| Landesgrenze Sachsen/Brandenburg \| \| \| \| 14,84 \| Prösen West \| 94 m \| \| \| 16,56 \| Prösen \| 93 m \| \| \| \| von Dresden-Friedrichstadt \| \| \| \| \| Pulsnitz \| \| \| \| \| Schwarze Elster \| \| \| \| 20,07 \| Elsterwerda \| 93 m \| \| \| \| Verbindungskurve nach Elsterwerda-Biehla \| \| \| \| \| nach Berlin \| \| |                         |                                          |                                          |
| Strecke |                         | von Leipzig Hbf                          | von Leipzig Hbf                          |
| Abzweig geradeaus, nach links und von links |                         | von Jüterbog                             | von Jüterbog                             |
| Blockstelle | 0,00                    | Abzw Zeithain Bogendreieck               | Abzw Zeithain Bogendreieck               |
| Abzweig geradeaus und nach rechts |                         | nach Dresden-Neustadt                    | nach Dresden-Neustadt                    |
| Haltepunkt / Haltestelle | 1,04                    | Zeithain                                 | 99 m                                     |
| Dienststation / Betriebs- oder Güterbahnhof | 2,30                    | Zeithain Rohrwerk                        | 98 m                                     |
| Bahnhof | 6,32                    | Wülknitz                                 | 97 m                                     |
| Haltepunkt / Haltestelle | 9,28                    | Tiefenau                                 | 96 m                                     |
| Brücke über Wasserlauf | 10,66                   | Geißlitz (24 m)                          | Geißlitz (24 m)                          |
| Brücke über Wasserlauf | 11,1                    | Flutbrücke                               | Flutbrücke                               |
| Bahnhof | 12,21                   | Gröditz (b Riesa)                        | 95 m                                     |
| Brücke über Wasserlauf | 12,51                   | Große Röder (11 m)                       | Große Röder (11 m)                       |
| Grenze |                         | Landesgrenze Sachsen/Brandenburg         | Landesgrenze Sachsen/Brandenburg         |
| Haltepunkt / Haltestelle | 14,84                   | Prösen West                              | 94 m                                     |
| Haltepunkt / Haltestelle | 16,56                   | Prösen                                   | 93 m                                     |
| Abzweig geradeaus und von rechts |                         | von Dresden-Friedrichstadt               | von Dresden-Friedrichstadt               |
| Brücke über Wasserlauf |                         | Pulsnitz                                 | Pulsnitz                                 |
| Brücke über Wasserlauf |                         | Schwarze Elster                          | Schwarze Elster                          |
| Bahnhof | 20,07                   | Elsterwerda                              | 93 m                                     |
| Abzweig geradeaus und nach links |                         | Verbindungskurve nach Elsterwerda-Biehla | Verbindungskurve nach Elsterwerda-Biehla |
| Strecke |                         | nach Berlin                              | nach Berlin                              |

Die Bahnstrecke Zeithain–Elsterwerda ist eine zweigleisige, elektrifizierte Hauptbahn in Sachsen und Brandenburg, welche ursprünglich durch die Leipzig-Dresdner Eisenbahn-Compagnie erbaut und betrieben wurde. Sie beginnt bei Riesa am Bogendreieck Zeithain und endet in Elsterwerda, um dort in die Hauptbahn Dresden–Berlin einzumünden. Die Strecke ist Teil der Fernverbindung Chemnitz–Berlin.

## Geschichte
Bereits seit 1872 war eine Verbindung von Riesa nach Elsterwerda von verschiedenen privaten Eisenbahngesellschaften – wie der Berlin-Dresdner Eisenbahn – als vorteilhaft erachtet worden. 

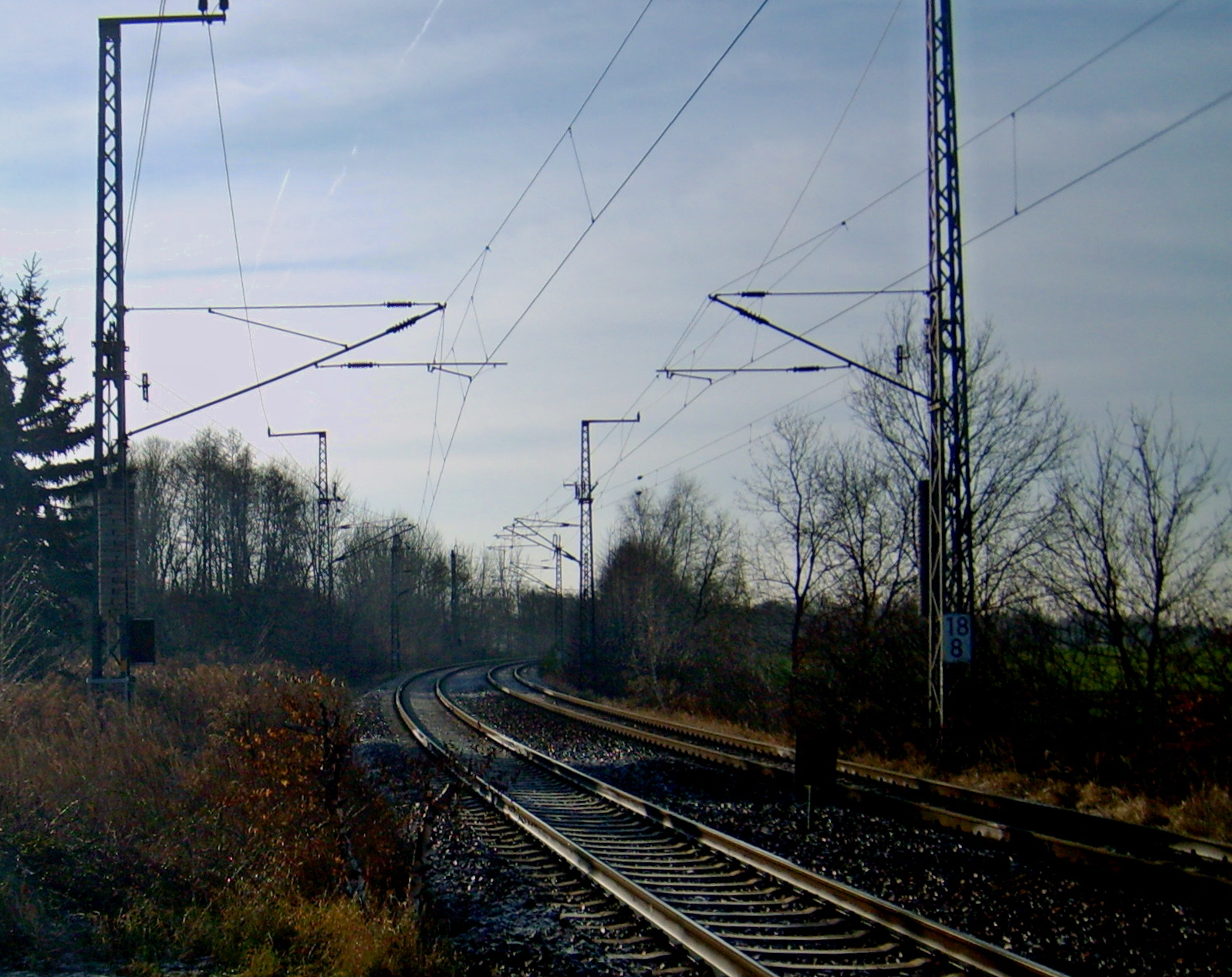
Die Bahnstrecke Riesa–Elsterwerda bei Kotschka

Besonders interessiert war die Leipzig-Dresdner Eisenbahn, ihr Streckennetz
nach Norden auszudehnen. Im Zuge der projektierten Verbindung von Moldau über Freiberg und Nossen nach Riesa sollte ein attraktiver Transportweg für böhmische Kohle über die eigenen Strecken nach Preußen entstehen. 
Am 26. August 1874 wurde dieses Projekt mit einem Staatsvertrag zwischen Preußen und Sachsen besiegelt. Am 15. März 1875 begann der Bau der einfach trassierten Strecke. Sie wurde am 15. Oktober 1875 eröffnet.  
Am 1. Januar 1876 wurde die Leipzig-Dresdner Eisenbahn verstaatlicht. Fortan gehörte die Strecke zum Netz der Kgl. Sächsischen Staatseisenbahnen. Diese betrieb die Strecke später als zweigleisige Sekundärbahn. 
Nach dem Zweiten Weltkrieg musste das zweite Gleis als Reparationsleistung für die Sowjetunion abgebaut werden. 
Zu Zeiten der DDR verlagerten sich die Verkehrsströme vor allem in Nord-Süd-Richtung. Besonders bedeutsam war dabei auch die Verbindung zwischen Karl-Marx-Stadt und Berlin. In diesem Zusammenhang wurde die Strecke Mitte der 1980er Jahre wieder zweigleisig ausgebaut und elektrifiziert. Der elektrische Zugbetrieb wurde am 13. Dezember 1986 aufgenommen. Einen Tag später – am 14. Dezember 1986 – wurde die Strecke zur Hauptbahn erhoben. Der Fernverkehr zwischen Berlin und Chemnitz nutzte bis zur Einstellung der Interregio-Linie IR 34 im Jahre 2006 ab Zeithain für wenige Kilometer die Bahnstrecke Leipzig–Dresden und ab Riesa die Bahnstrecke Riesa–Chemnitz.

## Streckenverlauf
Von Süden nach Norden gesehen, verlässt die Strecke die Bahnstrecke Leipzig–Dresden unmittelbar nach Einmündung der Strecke aus Jüterbog in Richtung Nordosten und unterquert dabei die Bundesstraße 169. Anschließend führt sie geradlinig am Werkbahnhof des Zeithainer Rohrwerkes, den früheren Lagerplätzen des Oberbauwerkes der Deutschen Reichsbahn in Wülknitz und in gut 900 Metern Entfernung an der barocken Rittergutsanlage mit Schlosskapelle in Tiefenau vorbei und überquert vor Gröditz nördlich der B 169 die Große Röder. Ab Gröditz verläuft sie nahezu parallel zum Elsterwerda-Grödel-Floßkanal durch das Landschaftsschutzgebiet Röderaue, bevor sie nahe Kotschka auf die Strecke aus Dresden trifft. Gemeinsam überqueren beide Strecken die Flüsse Pulsnitz und Schwarze Elster, bevor der Bahnhof Elsterwerda erreicht wird.